# Munkbrarup Sogn
Munkbrarup Sogn (på tysk Kirchspiel Munkbrarup) er et sogn i det nordlige Angel i Sydslesvig. Sognet lå i Munkbrarup Herred (Flensborg Amt), nu kommunerne Lyksborg, Munkbrarup, Ringsbjerg og Ves i Slesvig-Flensborg Kreds i delstaten Slesvig-Holsten. Flækken Lyksborg udgjorde dog et eget sogn (Lyksborg Sogn). Sognekirken ligger i byen Munkbrarup.
I Munkbrarup Sogn findes flg. stednavne:
- Ballum (på tysk: Balm, Munkbrarup Kommune)[1]
- Bliksbjerg (Blixberg, Ves Kommune)
- Bliksmose (Blixmoor, Ves Kommune)
- Bogholm (Bockholm, Lyksborg Kommune)
- Bogholmvig (Bockholmwik, Munkbrarup Kommune)
- Bøllemose (på dansk også Byllemose[2], Büllemoos, Ves Kommune)
- Draget (Drei, Lyksborg Kommune)
- Eskærsand (Iskiersand, Munkbrarup Kommune)
- Fredskov (Friedholz, Lyksborg Kommune)
- Gejl (Geil, Munkbrarup Kommune)
- Harkmose eller Harksmose (Harkmoor, Munkbrarup Kommune)
- Himmershøj (Himmershoi, Ves Kommune)
- Holnæs (Holnis, Lyksborg Kommune)
- Hosbøl Mose (Hosbüll Moor, Munkbrarup Kommune)
- Kobbelløkke (Kobbellück, tidligere Kobøl, Lyksborg Kommune)
- Kragholm (Munkbrarup Kommune)
- Laasled (Geschlossenheck, Ves Kommune)
- Mejervig (Meierwik, Lyksborg Kommune, på grænsen til Adelby Sogn)
- Munkbrarup
- Oksbøl (Oxbüll, Ves Kommune)
- Pugum (Lyksborg Kommune)
- Ranmark (Ringsbjeg Kommune)
- Ringsbjerg
- Rosgård (Rosgaard, Ves Kommune)
- Rubølled Kro (Rubelei eller Ruböll Heck)
- Ryde (Rüde, Munkrarup Kommune)
- Rødehus (Rothenhaus, Ves Kommune)
- Sandvig (Sandwig, Lyksborg Kommune)
- Sigum (Siegum, Munkbrarup Kommune)
- Skidenhulvej eller Ulnæs (Schiedenhohlweg eller Ullniß, Lyksborg Kommune) med Sandvig og Svendå
- Skovsende (Schausende, Lyksborg Kommune) med Nymark (Neufeld)
- Ulstrup (Ves Kommune)
- Vaarbjerg (Wahrberg, Lyksborg Kommune)
- Ves
- Vesris (Weesries, Ves Kommune)
- Vesrismark (Ves Kommune)
- Ville eller Vilde (Wille)